# Баталова, Эльзара Халитовна
Эльзара Халитовна Баталова (укр. Ельзара Халітівна Баталова; род. 6 марта 1979, Белогорск, Крымская область) — украинская журналистка, телеведущая, продюсер, актриса, певица и общественный деятель. Заслуженная артистка Автономной Республики Крым (2006) и Заслуженная артистка Украины (2009). Проживает в г. Киев.

## Биография
Родилась в городе Белогорск, Крым в крымскотатарской семье. Отец рабочий, мать учительница музыки. Её родители были одними из первых репатриантов, которые вернулись в Крым в 1960-х годах. С детства занималась музыкой, в 8 лет стала победительницей конкурса «Евпатория-1988». Окончила музыкальную школу по классу фортепиано (1993).

### Высшее образование
1996—2000 — Киевский Государственный университет театра, кино и телевидения им. Карпенко-Карого, специальность — актриса драмы и кино.
1994—1997 — Киевскую Государственную Академию эстрадного и циркового искусства, специальность — певица эстрады.

### Опыт работы
Февраль 2016—2018: главный редактор крымсотатарского радио Meydan FM
Сентябрь 2012—2017: ATR первый крымскотатарский телеканал.
Ведущая программы Acci Biber (Кухня с перчинкой)
Октябрь 2008 — апрель 2010: Верховная Рада АР Крым.
Заместитель начальника Управления службы Председателя Верховной Рады Автономной Республики Крым и его заместителей.
Июнь 2002 — август 2008: г. Киев, Академический ансамбль песни и танца Государственной Пограничной службы Украины.
Артист — вокалист высшей категории.

### Конкурсные победы
- 1988 г. — Всесоюзный конкурс юных исполнителей «Евпатория-88» (1 место).
- 1989 г. — Крымский ТВ конкурс «Крымская жемчужина» (1 место).
- 1990 г. — Музыкальный фильм Крымского ТВ «Поет Эльзара Баталова».
- 1991 г. — Художественно-музыкальный фильм Крымского ТВ «Эльзара».
- 1992 г. — Обучение в школе искусств США, г. Сейлем. Ведущие роли в мюзиклах «Оклохома» и «Вестсайдская история».
- 1994 г. — 1998 г. Лауреат Всеукраинского фестиваля «Песенный вернисаж».
- 1995 г. — Гран-При Международного конкурса «Веселад» г. Киев.
- 1995 г. — Гран-При Всеукраинского конкурса «Твоя Зоря» г. Тернополь.
- 1996 г. — Международный ТВ конкурс «Море друзей», «Ялта-96» (3 место).
- 1997 г. — Международный конкурс «Крымские зори» (1 место).
- 2000 г. — Конкурс Объединённой Европы «Зелена Гура — 2000» Польша.

Главная роль в мюзикле «Золушка» г. Киев. Номинировалась на получение премии «Пектораль» в номинации «Открытие года».
Музыкальный спектакль «Купала» Театр Ла-МаМа , Нью-Йорк, США.
Участница Правительственных концертов Украины, дней культур Украины в странах СНГ и зарубежья, Культурологических международных симпозиумов, благотворительных мероприятий. Многократно была членом жюри Всеукраинских и Международных смотров-конкурсов.
- 1990 — Музыкальный фильм Крымского ТВ — «Поет Эльзара Баталова».
- 1991 — Художественно-музыкальный фильм Крымского ТВ «Эльзара».

## Фильмография
- 2004 — Татарский триптих — Мириам

Эпизодические роли в сериалах — «Возвращение Мухтара», «Восточные сладости», «Чужая молитва».

## Семья
Не замужем. Сын — Георгий Убирия.

## Ссылка
- Истории жизни. Эльзара. Часть первая. Часть вторая
- Певческая карьера Эльзары Баталовой началась в 9 лет — Crimeantatars.club — Сайт о крымских татарах
- https://www.youtube.com/channel/UC6FcLuAScnOrLUWQtE2yeeg/videos
- https://ru-ru.facebook.com/elzara.batalova